# Лайон, Томас, 8-й граф Стратмор и Кингхорн
Томас Лайон, 8-й граф Стратмор и Кингхорн (англ. Thomas Lyon, 8th Earl of Strathmore and Kinghorne; 1704 — 18 января 1753) — шотландский дворянин и консервативный политик.

## Биография
Его точная дата рождения неизвестна, но он был крещен 6 июля 1704 года. Седьмой сын Джона Лайона, 4-го графа Стратмора и Кингхорна (1663—1712), и его жены, леди Элизабет Стэнхоуп (1663—1723), дочери Филиппа Стэнхоупа, 2-го графа Честерфилда.
Достопочтенный Томас Лайон заседал в Палате общин Великобритании от консервативной партии, где представлял Форфаршир в 1734—1735 годах. Он был избран на парламентских выборах 1734 года и в январе 1735 года освободил своё место, чтобы стать преемником своего старшего брата в качестве пэра.
4 января 1735 года после смерти своего старшего бездетного брата, Джеймса Лайона, 7-го графа Стратмора и Кингхорна (1702—1735), Томас Лайон унаследовал титулы 8-го графа Стратмора и Кингхорна (Пэрство Шотландии), 8-го лорда Лайона и Глэмиса (Пэрство Шотландии) и 15-го лорда Глэмиса (Пэрство Шотландии).
Лорд Стратмор и Кингхорн скончался 18 января 1753 года в возрасте 48 лет.

## Семья
20 июля 1736 года в Хоутоне-ле-Спринг, графство Дарем, Англия, лорд Стратмор и Кингхорн женился на Джоан (или Джин) Николсон (22 сентября 1713 — 22 апреля 1778), дочери Джеймса Николсона и Энн Аллан. У супругов было трое сыновей и четыре дочери:
- Джон Лайон (Джон Боуз), 9-й граф Стратмор и Кингхорн (17 июля 1737 — 7 марта 1776), старший сын и преемник отца[1].
- Достопочтенный Джеймс Филипп Лайон (2 июля 1738 — ок. 1763)
- Достопочтенный Томас Лайон (ок. 1741 — 13 сентября 1796). Член Палаты общин от Абердина. С 1774 года женат на Мэри Элизабет Рен. Их дочь Шарлотта Лайон (умерла в 1871 году) вышла замуж за преподобного Генри Джорджа Лидделла (1787—1872) (сына сэра Генри Лидделла, 5-го баронета). Дети Шарлотты Лайон и преподобного Генри Джорджа Лидделла были преподобный Генри Джордж Лидделл (1811—1898) и Чарльз Лидделл (? — 1894).
- Леди Мэри Лайон (ок. 1749 — 22 мая 1767)[1]
- Леди Сьюзен Лайон (? — 26 февраля 1769)[1]
- Леди Энн Лайон (22 апреля 1746 — 20 марта 1811). В 1768 году она вышла замуж за Джона Симпсона (1740—1802), сына Джона Симпсона из Брэдли-холла. Их дочь Мария Сюзанна Симпсон (1773—1845), вышла замуж за Томаса Лидделла, 1-го барона Равенсворта (младший сын сэра Генри Лидделла, 5-го баронета, младший брат преподобного Генри Джорджа Лидделла). Их младшая дочь, Фрэнсис Элеонора (1775/1776 — 1833), вышла замуж в 1799 году за сэра Джона Дина Пола, 1-го баронета из Родборо, графство Глостер (1775—1852).
- Леди Джейн Лайон (? — 22 августа 1836)[1].